# Barnacken
Barnacken es una montaña que se eleva unos 446 m sobre el nivel del mar, se trata de la colina más alta de la Selva de Teutoburgo en el estado alemán de Renania del Norte-Westfalia.
El Barnacken se encuentra a unos 3 km (en línea recta) al suroeste de Horn, parte de la ciudad de Horn-Bad Meinberg, y al noroeste de la corriente Silberbach, que se desarrolla en un valle en dirección suroeste a noreste a través de Veldrom hasta Leopoldstal, y la transición entre el bosque de Teutoburgo y las colinas de Eggegebirge.